# Wissenschaftlicher Ausschuss für Grenzwerte berufsbedingter Exposition
Der Wissenschaftliche Ausschuss für Grenzwerte berufsbedingter Exposition (englisch Scientific Committee on Occupational Exposure Limits, SCOEL) wurde 1995 von der Europäischen Gemeinschaft eingerichtet (95/320/EG). Im Jahr 2014 wurde die Arbeit des Ausschusses durch den Beschluss 2014/113/EU der Europäischen Kommission neu geregelt. Nach diesem Beschluss ist es die Aufgabe des Ausschusses die Kommission bezüglich der toxikologischen Bewertung von Chemikalien zu beraten, Verfahren für die Ableitung von Grenzwerten für berufsbedingte Expositionen gegenüber chemischen Arbeitsstoffen festzulegen und Empfehlungen für Grenzwerte auszusprechen.
Die Ableitung von Grenzwerten geschieht unter Verwendung einer veröffentlichten Methodik und gemäß den EU-Richtlinien 98/24/EG und 2004/37/EG. Die Empfehlungen können sich auf biologische Grenzwerte, die durchschnittliche Konzentration eines Arbeitsstoffes in der Luft während einer achtstündigen Exposition (englisch time-weighted average, TWA) oder die Konzentration eines Arbeitsstoffes in der Luft während einer Kurzzeitexposition (englisch short-term exposure limit, STEL) beziehen. Die Empfehlungen des Ausschusses sind die Basis der EU-Arbeitsplatzgrenzwerte, welche Relevanz haben für die nationale Grenzwertsetzung in den Mitgliedstaaten der Europäischen Union.
Höchstens 21 unabhängige wissenschaftliche Sachverständige aus den Bereichen Chemie, Toxikologie, Epidemiologie, Arbeitsmedizin und Betriebshygiene werden nach dem Beschluss 2014/113/EU zu Mitgliedern des Ausschusses ernannt. Die Mitglieder werden so ausgewählt, dass das nötige wissenschaftliche Kenntnisspektrum abgedeckt ist und eine ausgewogene geografische Zusammensetzung des Ausschusses gewährleistet ist. Die Mitglieder des Ausschusses werden für eine Amtszeit von drei Jahren ernannt. Die deutschen Toxikologen Helmut Greim, Hermann Bolt und Andrea Hartwig waren in den vergangenen Jahren Mitglieder des Ausschusses.